# Міст Марнан
Міст Марнан — історичний міст в Ісфагані, Іран.
Нинішня структура мосту датується епохою Сефевідів, але його фундаменти старіші і, можливо, такі ж старі, як міст Шахрестан, який сягає ери Сасанідів.